# سید علیرضا جذبی

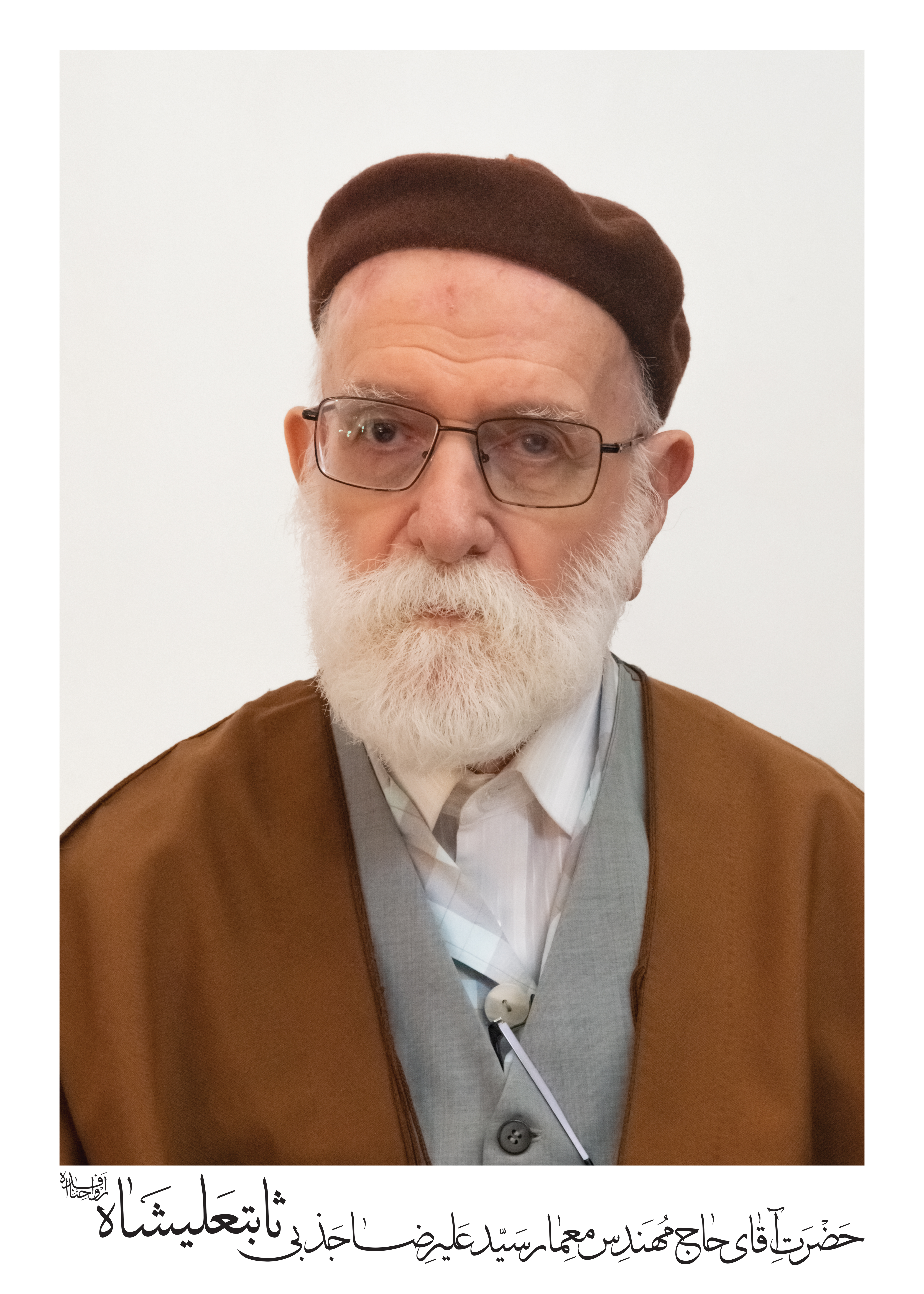

دکتر مهندس معمار سیدعلیرضا جذبی ملقب به ثابت‌علیشاه، بنابر وصیتی مکتوب از سوی نورعلی تابنده، قطب چهلم دراویش گنابادی است. وی دانش‌آموختهٔ رشتهٔ معماری می‌باشد.

## زندگی‌نامه
سید علیرضا جذبی، زادهٔ تهران، فرزند سید هبةالله در ۲۶ بهمن ۱۳۰۴ زاده شد. سید علیرضا جذبی، ملقب به ثابت‌علیشاه، در زمان محمدحسن گنابادی در تاریخ ۲۲ اسفند ۱۳۳۱، به دست مهدی سلیمانی، به درویشی روی آورد. بعد از درگذشت صالح‌علیشاه در زمان سلطان‌حسین تابنده گنابادی، به دست محمد خان راستین اراکی تجدید عهد نمود. بعد از درگذشت رضاعلیشاه، در دوره علی تابنده، به دست ماذون بیدخت، محمد نورایی بیدختی، که از طرف محبوب‌علیشاه مجاز به تجدید بیعت از درویشان سلسله نعمت‌اللهی سلطان‌علیشاهی بود، تجدید عهد نمود.

## جانشینی
پس از مراسم خاک‌سپاری نورعلی تابنده (مجذوبعلیشاه) در ۴ دی ۱۳۹۸، بنابر وصیتی مکتوب از او که در جمع پیروانش قرائت شد، سیدعلیرضا جذبی با لقب طریقتی ثابت‌علیشاه، به عنوان قطب جدید درویشان سلسله نعمت‌اللهی سلطان‌علیشاهی گنابادی معرفی شد.

## شبهات در قطبیت
بعد از درگذشت نورعلی تابنده که پیش از آن در برخی از رسانه‌ها به مسمومیتش اشاره شده بود و دراویش هم مدعی مسمومیت منجر به فوت او شده بودند؛ علیرضا جذبی بنابر وصیتی به عنوان قطب دراویش گنابادی معرفی شد.
برخی از دراویش با قطب جدید بیعت نکردند. گفته می‌شود نحوه برخورد حکومت جمهوری اسلامی با قطب جدید متفاوت و در تناقض با فشارها و محدودیت‌هایی است که برای نورعلی تابنده وجود داشت.

## آثار
- هندسه ایرانی - انتشارات صدا و سیمای جمهوری اسلامی[۷]
- رساله طاق و ازج - انتشارات صدا و سیمای جمهوری اسلامی[۸]
- سرگذشت پیامبران - انتشارات سلسله الرضا (ع)[۹]